# Sportovní lezení na letních olympijských hrách
Sportovní lezení bylo schváleno jako nový olympijský sport pro LOH 2020 v japonském Tokiu. Patří mezi uznané sporty a v roce 2014 bylo jako ukázkový sport na letních olympijských hrách mládeže v Nankingu. V letech 2005–2017 bylo na Světových hrách. Mezinárodní federace sportovního lezení (IFSC) pořádá Mistrovství světa, Světový pohár a tři kontinentální mistrovství v Asii, Americe a Evropě. Následně MOV schválil sportovní lezení mezi novými třemi sporty pro III. Letní olympijské hry mládeže, konané již v roce 2018.

## Proces schvalování
- 2007: Mezinárodní federace sportovního lezení je členem MOV.[3]

- 10.6.2013: VV MOV rozhodl v Petrohradě (Sankt-Petěrburgu), že soutěžní lezení nepostoupí do nejužšího výběru sportů, které se budou na jeho příštím zasedání v Buenos Aires ucházet o účast na programu Letních olympijských her v roce 2020.

Do dalšího kola boje o jedno volné místo postupují z původních osmi sportů pouze baseball/softball, squash a zápasení. Spolu se soutěžním lezením do nejužšího výběru nepostoupilo ani karate, kolečkové bruslení, wakeboarding a bojové umění wu-šu (kung-fu).
- 2014: Ukázkový sport na LOHM v Nankingu[5]

- 2015: Nominace do Tokia 2020[6]

- 2016: Na LOH v Riu v srpnu 2016 bylo z užšího výběru rozhodnuto o nových sportech pro rok 2020. V prosinci MOV potvrdil sportovní lezení mezi třemi novými spoty na LOH mládeže.[7][8][9][2]

- březen 2017: schválení bodovacího systému kombinace disciplín[10]

- podzim 2017: vyhlášení nominačního klíče

- prosinec 2020: potvrzení o zařazení na LOH 2024 v Paříži[11]

## Místo konání
Pro rok 2020 byl vybrán v prosinci 2016 jako místo konání městský sportovní areál v Aomi, v tokijské městské čtvrti Kótó, kde bude také skateboarding.

## Disciplíny a hodnocení
Mezinárodní olympijský výbor a IFSC projednávaly které disciplíny a jak budou hodnocené, závodí jednotlivci (muži a ženy). Lezení v přírodě se nejvíce podobá lezení na obtížnost, 'kdo doleze výš'. Pro diváka je srozumitelnější lezení na rychlost, což je spíše atletika, měří se čas. U lezců se v posledních deseti letech těší velké popularitě bouldering, leze se na nízkých profilech nad žíněnkou (dopadištěm) bez lana.
Nejstaršími disciplínami jsou obtížnost a rychlost, později se začalo závodit také v boulderingu. Na světovém poháru se v celkovém hodnocení hodnotí i kombinace, což je součet bodů za dvě až tři disciplíny, každá disciplína má však především své vlastní vítěze. Jednou z variant pro hodnocení sportovních lezců na LOH byla trojkombinace, proti čemuž se postavili někteří špičkoví lezci, neboť většinou (s kvalitními výsledky) kombinují ze tří disciplín pouze obtížnost a bouldering, na rychlost netrénují a tím by mimo jiné snížili své šance na výhru. Diskutovalo se o počtu disciplín i o způsobu hodnocení, jednou z variant bylo i bodové zvýhodnění medailistů nebo vítězů.

Na jaře 2017 rozhodla IFSC o systému bodování pro LOH 2020 tak, že pořadí ve finále ze tří jednotlivých disciplín se bude násobit, případně rozhodne kolikrát byl kdo lepší. Poprvé byl tento závodní systém použitý při nominačním závodu v kombinaci na mistrovství světa juniorů 2017 v Innsbrucku (jako pomocné kritérium zde rozhodoval nižší násobek z kvalifikace).

## Nominace závodníků
K nominaci vydá definitivní pravidla IFSC na podzim roku 2017, po vyhodnocení připomínek z nominace na LOHM 2018, která proběhla během mistrovství světa juniorů 2017. Hlavním závodem má být mistrovství světa 2019, ze kterého se může nominovat 19 závodníků (maximálně dva z jedné země), další pořadí bude určeno dle světového poháru, eventuálně dle dalšího nominačního závodu.

## Přehled her
| Rok  | Místo | Datum             | Disciplíny | Disciplíny | Disciplíny | Disciplíny | Disciplíny | Závodníci | Země | Web | Odkaz |
| Rok  | Místo | Datum             | Počet      | Rychlost   | Bouldering | Obtížnost  | Kombinace  | Závodníci | Země | Web | Odkaz |
| ---- | ----- | ----------------- | ---------- | ---------- | ---------- | ---------- | ---------- | --------- | ---- | --- | ----- |
| 2020 | Tokio | 3.–6. srpna 2021  | 1          |            |            |            | R+B+O      | 20+20     | 19   |     |       |
| 2024 | Paříž | 5.–10. srpna 2024 | 2          | ●          |            |            | B+O        | 34+34     | 22   |     |       |

## Medailové pořadí zemí
| Pořadí             | Země                         | Zlato | Stříbro | Bronz | Celkem |
| ------------------ | ---------------------------- | ----- | ------- | ----- | ------ |
| 1.                 | Slovinsko (SLO)              | 2     | 0       | 0     | 2      |
| 2.                 | Polsko (POL)                 | 1     | 0       | 1     | 2      |
| 3.                 | Španělsko (ESP)              | 1     | 0       | 0     | 1      |
| 3.                 | Velká Británie (GBR)         | 1     | 0       | 0     | 1      |
| 3.                 | Indonésie (INA)              | 1     | 0       | 0     | 1      |
| 4.                 | Japonsko (JPN)               | 0     | 2       | 1     | 3      |
| 4.                 | Spojené státy americké (USA) | 0     | 2       | 1     | 3      |
| 5.                 | Čína (CHN)                   | 0     | 2       | 0     | 2      |
| 6.                 | Rakousko (AUT)               | 0     | 0       | 3     | 3      |
| Celkem po LOH 2024 | Celkem po LOH 2024           | 6     | 6       | 6     | 18     |